# اروگوایانا
اروگوایانا (به پرتغالی: Uruguaiana) یک منطقهٔ مسکونی در برزیل است که در ریو گرانده جنوبی واقع شده‌است. اروگوایانا ۵٬۷۰۲٫۰۹۸ کیلومتر مربع مساحت و ۱۲۷٬۰۷۹ نفر جمعیت دارد و ۶۶ متر بالاتر از سطح دریا واقع شده‌است.

## خواهرخوانده
شهر گویا خواهرخواندهٔ اروگوایانا هست.